# Nice to Meet You (Acoustic Live Solo)
Nice to Meet You (Acoustic Live Solo) es el segundo EP lanzado por la cantante italiana Francesca Michielin, publicado el 30 de enero de 2016 en Italia a través de Sony Music Entertainment Italia. El EP alcanzó el puesto #52 en las listas de álbumes en Italia.
El extended play incluye versiones acústicas de algunas de sus canciones contenidas en sus previos álbumes, Riflessi di me y di20 (así como también de su reedición, titulada di20are). Además, el disco posee dos versiones: «Be My Husband», de la cantautora estadounidense Nina Simone, junto a «(Tanto)³» del cantautor italiano Jovanotti.

## Lista de canciones
| N.º | Título                                                | Escritor(es)                          | Duración |  |
| 1.  | «Distratto (I Wonder About You)» (Acoustic Live Solo) | Elisa Toffoli, Roberto Casalino       | 3:52     |  |
| 2.  | «Be My Husband» (Acoustic Live Solo)                  | Andy Stroud                           | 2:36     |  |
| 3.  | «L'amore esiste» (Acoustic Live Solo)                 | Fortunato Zampaglione, Michele Canova | 4:15     |  |
| 4.  | «(Tanto)³» (Acoustic Live Solo)                       | Lorenzo Cherubini, Stefano Fontana    | 4:09     |  |
| 5.  | «Honey Sun» (Acoustic Live Solo)                      | Francesca Michielin                   | 5:53     |  |
| 6.  | «Lontano» (Acoustic Live Solo)                        | Zampaglione                           | 3:13     |  |
| 7.  | «Nice to Meet You» (Acoustic Live Solo)               | Michielin                             | 4:16     |  |

## Posicionamiento en las listas
| Listas (2016) | Máxima posición |
| ------------- | --------------- |
| Italia (FIMI) | 52              |

## Historial de lanzamiento
| País   | Fecha de lanzamiento | Formato(s)           | Discográfica                   |
| ------ | -------------------- | -------------------- | ------------------------------ |
| Italia | 30 de enero de 2016  | Descarga digital, CD | Sony Music Entertainment Italy |